# フェッリエーレ
フェッリエーレ（伊: Ferriere）は、イタリア共和国エミリア＝ロマーニャ州ピアチェンツァ県にある、人口約1,100人の基礎自治体（コムーネ）。

## 地理

### 位置・広がり

#### 隣接コムーネ
隣接するコムーネは以下の通り。括弧内のPRはパルマ県、GEはジェノヴァ県所属を示す。
- バルディ (PR)
- ベドーニア (PR)
- チェリニャーレ
- コーリ
- コルテ・ブルニャテッラ
- ファリーニ
- オットーネ
- レッツォアーリオ (GE)
- サント・ステーファノ・ダーヴェト (GE)

### 気候分類・地震分類
フェッリエーレにおけるイタリアの気候分類 (it) および度日は、zona F, 3258 GGである。
また、イタリアの地震リスク階級 (it) では、zona 3 (sismicità bassa) に分類される。

## 行政

### 分離集落
フェッリエーレには、以下の分離集落（フラツィオーネ）がある。
- Brugneto, Canadello, Casaldonato, Cassimoreno, Castagnola Castelcanafurone, Cattaragna, Ciregna, Gambaro, Grondone Pertuso, Rocca, Rompeggio, Salsominore, Selva, Torrio